# Nucula rhytidopleura
Nucula rhytidopleura is een tweekleppigensoort uit de familie van de Nuculidae. De wetenschappelijke naam van de soort is voor het eerst geldig gepubliceerd in 1999 door Kilburn.